# میکله اسکارپونی
میکله اسکارپونی (۲۵ سپتامبر ۱۹۷۹ – ۲۲ آوریل ۲۰۱۷) رکابزن حرفه‌ای اهل ایتالیا بود که در رشتهٔ دوچرخه‌سواری جاده فعالیت می‌کرد. در جیرو دیتالیای ۲۰۱۱، پس از رد صلاحیت آلبرتو کونتادور، قهرمان مسابقه اعلام شد. از تیم‌هایی که در آن‌ها رکاب زد، می‌توان به اندرونی جوکاتولی–سیدرمک، تیم یوای‌ئی امارات، و تیم آستانه اشاره کرد.

## آغاز زندگی
اسکارپونی در شهر ایسی در ناحیهٔ مرکزی مارکه زاده شد و کودکی خود را در فیلوترانو گذراند. او در هشت سالگی به باشگاه دوچرخه‌سواری محلی پیوست و مسابقه دادن را آغاز کرد. در سال ۱۹۹۷ قهرمان مسابقه جاده کشور در ردهٔ نوجوانان شد. سپس به عضویت تیم ملی درآمد و در مسابقات قهرمانی جهان در سن سباستین، در ردهٔ نوجوانان در رتبهٔ ۱۰۴ ایستاد.
در اکتبر ۲۰۰۱ عضو تیم زیر ۲۳ سال ایتالیا در مسابقات قهرمانی جهان در لیسبون بود که در تایم تریل انفرادی در رتبهٔ هشتم ایستاد.

## فعالیت حرفه‌ای

### آغاز
اسکارپونی در سال ۲۰۰۲ حرفه‌ای شد و به تیم آکوا و ساپونه–کانتینا تولو پیوست. نخستین پیروزی خود را در یک مرحلهٔ هفتهٔ دوچرخه‌سواری لمباردی کسب کرد و در پایان مسابقه، بر سکوی دوم ایستاد. در همان سال، نخستین حضور در گرند تورها را در جیرو دیتالیا تجربه کرد و در رتبهٔ هجدهم قرار گرفت. در سال ۲۰۰۳ نیز جزء ده نفر اول مسابقهٔ طلایی آمستل و لیژ–باستون–لیژ و بیست نفر اول جیرو و ووئلتا اسپانیا بود.
اسکارپونی فصل ۲۰۰۴ را قدرتمندانه آغاز کرد و در هفتهٔ دوچرخه‌سواری لمباردی قهرمان شد. سپس در لافلش والونی چهارم شد و مسابقهٔ صلح را فتح کرد. در ماه ژوئن نیز نایب قهرمان تور اتریش شد و نخستین حضور در تور دو فرانس را با رتبهٔ ۳۲ به پایان رساند.

### لیبرتی سگوروس–وورث

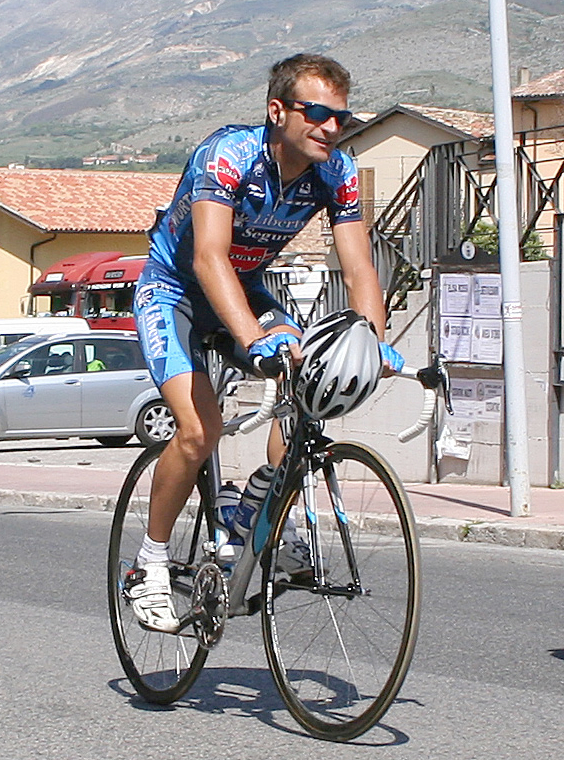
اسکارپونی در حال رکابزنی برای در جیرو دیتالیای ۲۰۰۵

در فصل ۲۰۰۵ اسکارپونی به تیم لیبرتی سگوروس–وورث ملحق شد و فصل نسبتاً آرامی داشت که بدون پیروزی به پایان رسید. در ووئلتا، خادم روبرتو اراس بود که بعداً به دلیل مثبت بودن دوپینگش برای اریتروپوئیتین رد صلاحیت شد.
در سال ۲۰۰۶ اسکارپونی درگیر قضیهٔ دوپینگ عملیات پوئرتو شد که بر نتایجش اثرگذار بود. بهترین نتیجهٔ او پنجم شدن در یک مرحلهٔ جیرو بود. هرچند یک روز پس از دستگیری مانولو سائیز مربی تیم، از جیرو کنار رفت. تیم لیبرتی سگوروس–وورث در پایان فصل منحل شد، ولی اسکارپونی توانست برای فصل بعد با تیم آکوا و ساپونه–کافه موکامبو قرارداد ببندد.

### آکوا و ساپونه
فصل ۲۰۰۷ برای اسکارپونی از ماه مارس و با حذف شدن از مسابقهٔ کلاسیک آلمریا به دلیل تمام کردن مسابقه پس از محدودهٔ زمانی مجاز، آغاز شد. سپس در چند مسابقهٔ دیگر شرکت کرد و در تور ترنتینو پس از دامیانو کونگو بر سکوی دوم ایستاد که آخرین مسابقهٔ فصل او بود. پس از آن، دوباره درگیر قضیهٔ عملیات پوئرتو شد و در ۱ مه، در جلسهٔ کمیتهٔ ملی المپیک ایتالیا شرکت کرد. یک هفته بعد، او اعتراف کرد در قضیهٔ دوپینگ شرکت داشته‌است. کمیتهٔ ملی درخواست محرومیت برای او و ایوان باسو (که پیشتر اعتراف کرده‌بود) کرد و در ماه ژوئیه، اسکارپونی با محرومیت هجده‌ماهه مواجه شد. به دلیل همکاری اسکارپونی با تحقیقات، محرومیت او شش ماه کاهش یافته‌بود. پس از فرجام‌خواهی به دادگاه حکمیت ورزش در مارس ۲۰۰۸ محرومیت او به ۲۱ ماه افزایش یافت؛ ولی با در نظر گرفتن دوره‌های عدم فعالیت اسکارپونی، به او اجازه داده شد از ۱ اوت در مسابقات شرکت کند.

### دیکوییجووانی–اندرونی
در ژوئن ۲۰۰۸ تیم دیکوییجووانی–اندرونی با اسکارپونی قرارداد امضا کرد. نخستین مسابقهٔ او تور آپنین بود و بهترین نتیجهٔ فصل ۲۰۰۸ اسکارپونی، رتبهٔ هفتم تور امیلیا بود.
در سال ۲۰۰۹ اسکارپونی ابتدا رتبهٔ پنجم تور آندلس را به دست آورد. سپس برندهٔ تیرنو–آدریاتیکو شد تا نخستین قهرمانی خود در سطح مسابقات رده‌بندی جهانی را کسب کند. در جیرو دیتالیا خادم جیلرتو سیمونی بود؛ ولی با تشویق مربی تیم، در فرار مرحلهٔ ششم شرکت کرد و با پشت سر گذاشتن واسیل کیریینکا، به نخستین پیروزی مرحله‌ای خود در گرند تورها رسید. در مرحلهٔ هجدهم نیز عضوی از گروه پیشتاز بود که در مسابقهٔ آخر خط برنده شد تا دومین پیروزی خود را جشن بگیرد.
در آغاز فصل ۲۰۱۰ اسکارپونی تلاش کرد از قهرمانی خود در تیرنو–آدریاتیکو دفاع کند. او با پیروزی در مرحلهٔ چهارم رهبر مسابقه شد؛ ولی در مرحلهٔ پایانی، قهرمانی را با زمان برابر و به دلیل رتبهٔ پایین‌تر در مراحل مسابقه، به استفانو گارتزلی واگذار کرد. پس از آن، برندهٔ هفتهٔ دوچرخه‌سواری لمباردی شد و سپس رتبهٔ چهارم تور ترنتینو را به دست آورد. در جیروی ۲۰۱۰ اسکارپونی برای نخستین بار رهبر یک تیم در یک گرند تور بود. او تا مراحل پایانی در رتبهٔ هشتم قرار داشت؛ ولی با پیروزی در مرحلهٔ نوزدهم در رقابت با باسو و وینچنزو نیبالی، به رتبهٔ چهارم صعود کرد. در پاییز نیز رتبهٔ دوم تور امیلیا و رتبهٔ سوم تور لمباردی را به دست آورد.

### لامپره–آی‌اس‌دی
اسکارپونی برای فصل ۲۰۱۱ قرارداد دوساله‌ای با لامپره-آی‌اس‌دی امضا کرد. در آغاز فصل، او در رتبهٔ سوم تیرنو–آدریاتیکو قرار گرفت. در میلان–سانرمو نیز در میانهٔ مسابقه به گروه پیشتاز پیوست و ششم شد. سپس نایب قهرمان تور کاتالونیا (پس از آلبرتو کونتادور) و قهرمان تور ترنتینو شد.

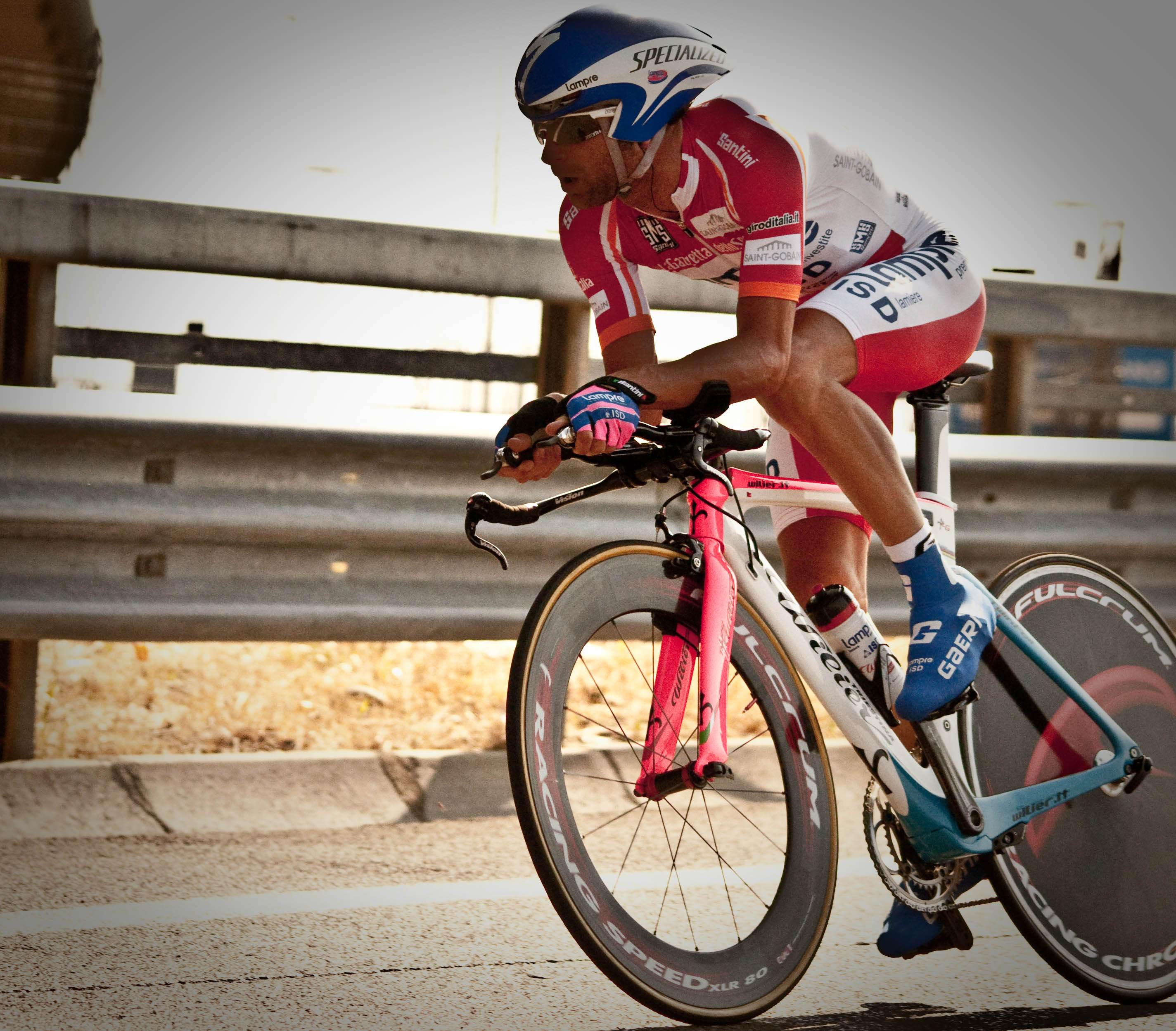
اسکارپونی در جیرو دیتالیای ۲۰۱۱

در جیرو دیتالیای ۲۰۱۱، اسکارپونی با دوم شدن در مرحلهٔ ۷ به رتبهٔ پنجم رده‌بندی اصلی صعود کرد. در سه مرحلهٔ کوهستانی ۱۳ تا ۱۵ اسکارپونی بارها تلاش کرد از کونتادور که رهبر مسابقه بود، پیش‌افتد. در مرحلهٔ ۱۳ در گروسگلوکنر، حملهٔ زود هنگامی انجام داد و هرچند حدود دو دقیقه از کونتادور عقب ماند؛ ولی به رتبهٔ سوم رسید. در مرحلهٔ ۱۴ در کوه زونکولان، به تعقیب کونتادور و ایگور آنتون پرداخت؛ ولی نتوانست سرعت آن‌ها را تحمل کند و نیبالی نیز از او گذشت تا پس از آنتون، به رتبهٔ چهارم نزول کند. در مرحلهٔ ۱۵ در گاردچیا، جلوتر از آنتون و نیبالی از خط پایان گذشت و به جایگاه دوم رده‌بندی اصلی راه یافت. با توجه به برتری قابل توجه کونتادور، رقابت اصلی میان نیبالی و اسکارپونی برای رتبهٔ دوم بود. در تایم تریل مرحلهٔ ۱۶ نیبالی ۴ ثانیه سریع‌تر از اسکارپونی بود. در مرحلهٔ ۱۹ نیز نیبالی فاصلهٔ خود با اسکارپونی را به ۳۴ ثانیه کاهش داد؛ ولی در مرحلهٔ بعد، ۲۲ ثانیه عقب افتاد. در تایم تریل مرحلهٔ پایانی نیز اسکارپونی مسافت ۲۶ کیلومتری را تنها ۱۰ ثانیه دیرتر از نیبالی طی کرد تا موقعیت خود را در رتبهٔ دوم تحکیم کند.
در همان سال، اسکارپونی در ووئلتا اسپانیا نیز شرکت کرد. او در مرحلهٔ هشتم پس از جواکیم رودریگز دوم شد؛ ولی در مرحلهٔ چهاردهم از مسابقه کناره‌گیری کرد.
در فوریهٔ ۲۰۱۲ دادگاه حکمیت ورزش قهرمانی‌های کونتادور در تور کاتالونیا و جیرو دیتالیا را به دلیل مثبت شدن دوپینگ او در تور دو فرانس ۲۰۱۰ پس‌گرفت. اسکارپونی که در هر دو مسابقه دوم شده‌بود، به رتبهٔ نخست ارتقا یافت.
در آغاز فصل ۲۰۱۲ اسکارپونی نتایج پایین‌تری نسبت به سال‌های گذشته به دست آورد. از جمله، در تیرنو–آدریاتیکو هفتم و در تور باسک و لیژ–باستون–لیژ هشتم شد. در جیرو دیتالیا، در دو تایم تریل ابتدایی زمان از دست داد؛ ولی در مرحلهٔ هفتم شرایط را اندکی بهبود داد. در مرحلهٔ ۱۴ به جمع ده نفر برتر راه یافت و در مرحلهٔ ۱۷ به رتبهٔ چهارم صعود کرد. در مرحلهٔ ۱۹ نیز ایوان باسو را پشت سر گذاشت و به رتبهٔ سوم رسید. در مرحلهٔ بعد، اسکارپونی پس از رودریگز و جلوتر از رایدر هشادال از خط گذشت؛ ولی زمان زیادی نسبت به توماس ده خنت از دست داد تا پیش از مرحلهٔ پایانی، تنها ۲۷ ثانیه جلوتر از ده خنت باشد. در تایم تریل مرحلهٔ پایانی، اسکارپونی ۵۳ ثانیه کندتر از ده خنت بود و در پایان، رتبهٔ سوم را به او داد و چهارم شد.

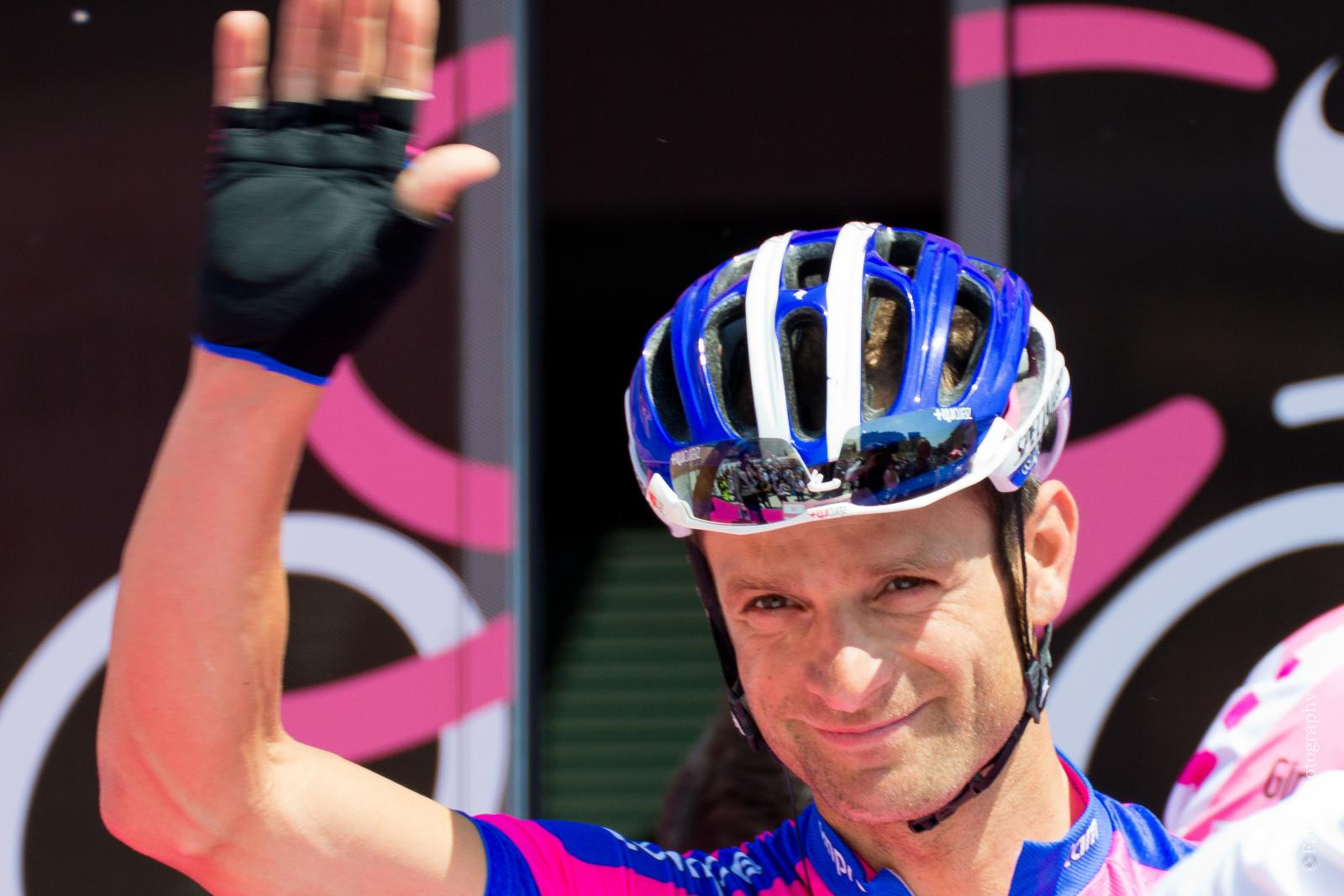
اسکارپونی پیش از آغاز مرحلهٔ پنجم جیرو دیتالیای ۲۰۱۲

در تور دو فرانس ۲۰۱۲ اسکارپونی زمان زیادی در مرحله‌های ۶ و ۹ از دست داد. سپس در مرحلهٔ ۱۰ به گروه پیشتاز پیوست و پس از توما ووکلر، دومین نفری بود که از خط پایان گذشت. در نهایت، اسکارپونی تور را با رتبهٔ ۲۴ به پایان رساند. در نوامبر ۲۰۱۲ پس از اعتراف به همکاری با میکله فراری، توسط تیم به صورت موقت معلق شد. همچنین کمیتهٔ ملی المپیک ایتالیا او را به مدت سه ماه تا آغاز سال ۲۰۱۳ محروم کرد.
در جیرو دیتالیای ۲۰۱۳ اسکارپونی رتبهٔ چهارم خود در سال‌های ۲۰۱۰ و ۲۰۱۱ را تکرار کرد. سپس در مسابقات قهرمانی جادهٔ ایتالیا دوم شد. در ووئلتا نیز در رتبهٔ پانزدهم قرار گرفت. پس از آن، برندهٔ جایزه بزرگ اتروسک شد که نخستین پیروزی او پس از قهرمانی جیرو دیتالیای ۲۰۱۱ بود.

### آستانه
در فصل ۲۰۱۴ اسکارپونی به آستانه پیوست. برای جیرو، او به عنوان رهبر تیم انتخاب شد و جزء بخت‌های قهرمانی محسوب می‌شد. او در مراحل ۶ و ۸ زمان زیادی از دست داد و رهبری تیم به فابیو آرو منتقل شد. در نهایت در مرحلهٔ ۱۶ از جیرو کناره‌گیری کرد. در تور دو فرانس، خادمی کلیدی برای نیبالی بود که به او در قهرمانی تور کمک کرد.
در فصل ۲۰۱۵ اسکارپونی در رتبهٔ ششم تور باسک قرار گرفت. در تور دو فرانس، دوباره خادم نیبالی بود. در تور بورگوس نیز با فاصلهٔ ۲ ثانیه با رین تارامه، در رتبهٔ دوم قرار گرفت.
در آغاز فصل ۲۰۱۶ کتف اسکارپونی در مرحلهٔ ششم تیرنو–آدریاتیکو شکست و یک ماه دور از مسابقات بود. پس از بازگشت، در تور ترنتینو خادم تانل کانگرت بود. در جیرو نیز خادم نیبالی بود که قهرمان جیرو شد. در ووئلتا اسکارپونی رهبر تیم بود و مسابقه را با رتبهٔ یازدهم به پایان رساند.
در آغاز فصل ۲۰۱۷ اسکارپونی در سه مسابقه، جزء بیست نفر برتر قرار گرفت. سپس در تور آلپ (که نام تازهٔ تور ترنتینو بود) برندهٔ مرحلهٔ اول شد که نخستین پیروزی او از سال ۲۰۱۳ بود. در پایان تور، در رتبهٔ چهارم قرار گرفت.

## مرگ
اسکارپونی در ۲۲ آوریل ۲۰۱۷ به دلیل برخورد با یک وانت در هنگام رکابزنی در نزدیکی خانهٔ خود در فیلوترانو درگذشت. او یک روز پیش از آن، تور آلپ را به پایان رسانده‌بود و در حال آماده‌سازی برای جیرو دیتالیای ۲۰۱۷ بود. پس از انصراف آرو به دلیل مصدومیت، قرار بود اسکارپونی رهبر تیم آستانه در جیرو باشد. تصادف در ساعت ۸ صبح در جاده اس‌پی ۳۶۲ و در یک کیلومتری مرکز شهر رخ داد. رانندهٔ خودرو یک پیشه‌ور ۵۷ سالهٔ محلی بود که با پدر اسکارپونی آشنایی داشت.
در روزهای بعد در مسابقات حرفه‌ای به او ادای احترام شد. ابتدا در تور کرواسی که در روز بعد برگزار شد، یک دقیقه سکوت انجام شد. در روز بعد در لیژ–باستون–لیژ این کار تکرار شد. والورده پس از پیروزی در این مسابقه جایزهٔ آن را به خانوادهٔ اسکارپونی داد. نیبالی نیز پیروزی خود در تور کرواسی را به اسکارپونی تقدیم کرد. همچنین در مسابقهٔ میان تیم‌های یوونتوس و جنوا در سری آی ایتالیا یک دقیقه سکوت انجام شد. مراسم خاکسپاری او در روز ۲۵ آوریل در ورزشگاه فیلوترانو با حضور حدود ۵۰۰۰ نفر برگزار شد.
در ۳۰ آوریل، تیم آستانه اعلام کرد به احترام اسکارپونی با هشت رکابزن در جیرو شرکت خواهد کرد. جیرو دیتالیا سربالایی گردنهٔ مورتیرولو در مرحلهٔ ۱۶ را به اسکارپونی تقدیم کرد و به نخستین رکابزنی که از آن گذر کرد، امتیاز دو برابر در رده‌بندی کوهستان داده شد.

## زندگی شخصی
اسکارپونی با آنا توماسی ازدواج کرد که حاصل آن، دو پسر دوقلو به نام‌های جاکومو و توماسو بود.

## نتایج در گرند تورها
منبع:
| گرند تور       | ۲۰۰۲ | ۲۰۰۳ | ۲۰۰۴ | ۲۰۰۵ | ۲۰۰۶   | ۲۰۰۷ | ۲۰۰۸ | ۲۰۰۹ | ۲۰۱۰ | ۲۰۱۱   | ۲۰۱۲ | ۲۰۱۳ | ۲۰۱۴   | ۲۰۱۵ | ۲۰۱۶ |
| -------------- | ---- | ---- | ---- | ---- | ------ | ---- | ---- | ---- | ---- | ------ | ---- | ---- | ------ | ---- | ---- |
| جیرو دیتالیا   | ۱۸   | ۱۶   | —    | ۴۷   | ناتمام | —    | —    | ۳۱   | ۴    | ۱      | ۴    | ۴    | ناتمام | —    | ۱۶   |
| تور دو فرانس   | —    | —    | ۳۲   | —    | —      | —    | —    | —    | —    | —      | ۲۴   | —    | ۴۹     | ۴۱   | —    |
| ووئلتا اسپانیا | —    | ۱۳   | —    | ۱۱   | —      | —    | —    | —    | —    | ناتمام | —    | ۱۵   | —      | —    | ۱۱   |